# Gondufe
Gondufe é uma povoação portuguesa do Município de Ponte de Lima, freguesia com 6,08 km² de área e 421 habitantes (censo de 2021), tendo, por isso, uma densidade populacional de 69,2 hab./km².
Constituiu até ao início do século XIX o couto de Gondufe.

## Demografia
A população registada nos censos foi:
| Distribuição da População por Grupos Etários | Distribuição da População por Grupos Etários | Distribuição da População por Grupos Etários | Distribuição da População por Grupos Etários | Distribuição da População por Grupos Etários |
| -------------------------------------------- | -------------------------------------------- | -------------------------------------------- | -------------------------------------------- | -------------------------------------------- |
| Ano                                          | 0-14 Anos                                    | 15-24 Anos                                   | 25-64 Anos                                   | > 65 Anos                                    |
| 2001                                         | 74                                           | 53                                           | 207                                          | 101                                          |
| 2011                                         | 59                                           | 53                                           | 237                                          | 101                                          |
| 2021                                         | 37                                           | 36                                           | 222                                          | 126                                          |

## Património
- Paço de Siqueiros